# Ральфс Фрейбергс
Ральфс Фрейберґс (латис. Freibergs Ralfs; народився 17 травня 1991, Рига, Латвія) — латвійський професійний хокеїст. Амплуа — захисник (лівий хват ключки), виступає в ризькому Динамо-Юніорс, виступав у складі юніорської збірної Латвії (U-18).